# Fyfe Dangerfield
Fyfe Antony Dangerfield Hutchins (* 7. Juli 1980 in Birmingham) ist ein englischer Rockmusiker, der als Gründungsmitglied der Band Guillemots sowie als Solomusiker bekannt ist.

## Biografie
Aufgewachsen ist Dangerfield in Birmingham und Bromsgrove (Worcestershire), wo er mit den beiden Schulkameraden Charles Hildebrandt und Alex Rajkowski seine erste Band Senseless Prayer gründete. Sie veröffentlichten mehrere EPs und traten 1999 in einer Peel Session bei BBC Radio 1 auf. 2002 löste sich die Band jedoch wieder auf und Dangerfield ging nach London. Dort gründete er die Guillemots, mit denen er mehrere Charthits in England hatte.
Nach dem zweiten Bandalbum begann Dangerfield eine Solokarriere und veröffentlichte 2010 sein Solodebüt Fly Yellow Moon mit Beteiligung von Guillemots-Produzent Adam Noble und Ex-Suede-Gitarrist Bernard Butler. Das Album erreichte Platz 12 der UK-Charts und mit She’s Always a Woman, einer Coverversion des Billy-Joel-Songs, hatte er einen Single-Top-Ten-Hit.

## Diskografie
Alben
- Fly Yellow Moon (2010)

Singles
- She Needs Me (2010)
- When You Walk in the Room (2010)
- Faster Than the Setting Sun (2010)
- She’s Always a Woman (2010)
- Barricades (2010)